# Simon Crüger
Simon Crüger, född 1687, död 24 april 1760 i Köpenhamn, var en dansk kirurg.
Som pojke kom Crüger i bardskärarlära och utbildades senare hos den skicklige kirurgen och senare professorn Johannes de Buchwald. Åren 1715–20 var han överkirurg vid Landetatens Hospital i Köpenhamn, blev 1720 livkirurg och kammartjänare hos kung Fredrik IV av Danmark och samtidigt fältskär vid Drabantgardet. År 1728 avgick han som livkirurg och reste till Paris, där han studerade anatomi och kirurgi. Först 1731 återvände han och anställdes som livkirurg hos kung Kristian VI. År 1736 blev han generaldirektör for den danska (och norska) kirurgin.
Crügers stora betydelse ligger inte i hans vetenskapliga arbeten, ty hans författarskap är tämligen obetydligt, men däremot lyckades han i mycket hög grad förbättra den danska kirurgiska undervisningen. De dåtida kirurgerna fick gå i lära hos en bardskärarmästare, bli sven och resa till utlandet for att få arbete hos olika mästare. Någon systematisk undervisning var det inte tal om. Några försök hade förvisso gjorts i Köpenhamn, bland annat av Crüger själv, men det var först efter att han i Paris hade sett, hur en enda person ledde hela kirurgin och att det fanns en särskild, från universitetet tämligen fristående läroanstalt, som han kom med förslag till inrättandet av Theatrum anatomico-chirurgicum med honom själv som ende lärare och tillika som generaldirektör för kirurgin i Danmark och Norge, för vilken han ensam skulle vara ansvarig.
Crüger lyckades att genomföra detta 1736, men kom emellertid redan samma år i konflikt med såväl Köpenhamns universitet som bardskärarskrået, och det tillsattes en kommission, vilken ledde fram till att danska Collegium medicum inrättades 1740, varigenom hans makt inskränktes något. Crüger lyckades dock, tack vare sin begåvning och genom hänsynslöshet, att hävda sin myndighet under hela sin levnadstid. När han inte kunde uppnå sitt mål genom förhalning blev han i högsta grad obekväm mot professorerna vid universitetet och han segrade alltid. Collegium medicums återkommande försök att genomföra åtgärder mot honom misslyckades därför fullständigt.
Från 1736 var varje kirurg tvungen att avlägga examen vid Theatrum anatomico-chirurgicum, där de säkerligen fick en för tiden god teoretisk undervisning. Att Crüger lyckades väcka sina elevers vetenskapliga intresse framgår därav, att det i början av 1700-talet nästan helt saknades betydande läkare i Danmark, medan det i slutet av samma århundrade fanns en rad mycket framstående läkare, som samtliga antingen själva studerat vid Theatrum anatomico-chirurgicum, eller var lärjungar till dessa. Crüger kallas därför, inte utan skäl, för den danska kirurgins fader.